# Kulturutskottet (Sverige)
Kulturutskottet (KrU) är ett utskott i Sveriges riksdag. Utskottet bereder ärenden om allmänna kultur- och bildningsändamål, folkbildning, ungdomsverksamhet, internationellt kulturellt samarbete samt idrotts- och friluftsverksamhet. Utskottet bereder även kyrkofrågor och ärenden om radio och television i den mån de inte tillhör konstitutionsutskottets beredning.
Utskottets ordförande är Mats Berglund (MP) och dess vice ordförande är Malin Danielsson (L).

## Lista över utskottets ordförande
| Namn | Namn                             | Ämbetsperiod | Politisk tillhörighet |
| ---- | -------------------------------- | ------------ | --------------------- |
|      | Lennart Mattsson                 | 1971–1976    | Centerpartiet         |
|      | Georg Andersson                  | 1976–1982    | Socialdemokraterna    |
|      | Britt Mogård                     | 1982–1983    | Moderaterna           |
|      | Ingrid Sundberg                  | 1983–1991    | Moderaterna           |
|      | Åke Gustavsson                   | 1991–1998    | Socialdemokraterna    |
|      | Inger Davidson                   | 1998–2002    | Kristdemokraterna     |
|      | Lennart Kollmats                 | 2002–2006    | Folkpartiet           |
|      | Siv Holma                        | 2006–2010    | Vänsterpartiet        |
|      | Berit Högman                     | 2010–2012    | Socialdemokraterna    |
|      | Gunilla Carlsson i Hisings Backa | 2012–2014    | Socialdemokraterna    |
|      | Per Bill                         | 2014–2015    | Moderaterna           |
|      | Olof Lavesson                    | 2015–2018    | Moderaterna           |
|      | Christer Nylander                | 2018–2022    | Liberalerna           |
|      | Amanda Lind                      | 2022–2024    | Miljöpartiet          |
|      | Mats Berglund                    | 2024–        | Miljöpartiet          |

## Lista över utskottets vice ordförande
| Namn | Namn                             | Ämbetsperiod | Politisk tillhörighet | Notering               |
| ---- | -------------------------------- | ------------ | --------------------- | ---------------------- |
|      | Kaj Björk                        | 1971–1973    | Socialdemokraterna    |                        |
|      | Per Olof Sundman                 | 1976–1980    | Centerpartiet         |                        |
|      | Karl-Eric Norrby                 | 1981–1982    | Centerpartiet         |                        |
|      | Ing-Marie Hansson                | 1982–1988    | Socialdemokraterna    |                        |
|      | Maj-Lis Lööw                     | 1988–1989    | Socialdemokraterna    |                        |
|      | Åke Gustavsson                   | 1989–1991    | Socialdemokraterna    |                        |
|      | Elisabeth Fleetwood              | 1994–1998    | Moderaterna           |                        |
|      | Åke Gustavsson                   | 1998–2002    | Socialdemokraterna    |                        |
|      | Annika Nilsson                   | 2002–2005    | Socialdemokraterna    |                        |
|      | Lars Wegendal                    | 2005–2006    | Socialdemokraterna    |                        |
|      | Cecilia Wikström                 | 2006–2009    | Folkpartiet           |                        |
|      | Christer Nylander                | 2009–2013    | Folkpartiet           |                        |
|      | Ulf Nilsson                      | 2013–2014    | Folkpartiet           |                        |
|      | Gunilla Carlsson i Hisings Backa | 2014–2018    | Socialdemokraterna    |                        |
|      | Vasiliki Tsouplaki               | 2018–2022    | Vänsterpartiet        |                        |
|      | Lotta Finstorp                   | 2019–2021    | Moderaterna           | Andre vice ordförande  |
|      | Lawen Redar                      | 2019–2022    | Socialdemokraterna    | Tredje vice ordförande |
|      | Viktor Wärnick                   | 2021–2022    | Moderaterna           | Andre vice ordförande  |
|      | Robert Hannah                    | 2022–2025    | Liberalerna           |                        |
|      | Malin Danielsson                 | 2025–        | Liberalerna           |                        |